# Medalla de la Facultad de Derecho de la UNED
La Medalla de la Facultad de Derecho de la UNED es una distinción académica honorífica otorgada por la Facultad de Derecho de la Universidad Nacional de Educación a Distancia (UNED), con el fin de reconocer méritos y servicios relevantes prestados a este centro, ya sea a lo largo de la trayectoria profesional del galardonado o en actuaciones concretas en favor de la institución.

## Historia
La distinción fue creada en 2001 por acuerdo de la Junta de Facultad de Derecho de la UNED, con el objetivo de reconocer públicamente las aportaciones de personas o entidades que hayan contribuido de manera destacada al desarrollo académico, científico o institucional de la Facultad.

## Descripción
La medalla está elaborada en bronce, con formato de disco bifaz de 80 mm de diámetro, 6,4 mm de grosor y un peso aproximado de 181 g.  
En el anverso figura una caricatura humorística de tres juristas inspirada en la séptima litografía de la serie satírica Les gens de justice del caricaturista marsellés Honoré Daumier (1808-1879).  
El reverso presenta el escudo de la UNED acompañado de la leyenda «Omnibus mobilibus mobilior sapientia» (La sabiduría se mueve más que todo lo que se mueve).  
Se trata de una distinción propia de la Facultad de Derecho, independiente de otras medallas que concede la UNED como universidad, y no sujeta al reglamento general de éstas.

## Normativa
La concesión de la medalla se rige por el reglamento específico aprobado por la Junta de Facultad. La propuesta debe acompañarse de una memoria justificativa con los méritos y circunstancias que fundamenten la distinción.  
La entrega se realiza habitualmente en actos académicos solemnes, como la apertura oficial del curso o la investidura de doctores honoris causa.

## Galardonados destacados
Entre los recipiendarios figuran:
- Araceli Maciá Antón: exrectora de la UNED, galardonada en 2007 por sus méritos académicos y profesionales, incluyendo su participación en la Comisión de la Conferencia de Rectores de las Universidades Españolas (CRUE) encargada de elaborar los planes de estudios de Derecho.[3]

- Ana María Marcos del Cano, Ana Rosa Martín Minguijón y Juan Gimeno Ullastres: distinguidos en 2013 por su vinculación y aportaciones a la Facultad. Marcos del Cano fue secretaria general, Martín Minguijón decana y Gimeno Ullastres rector de la UNED.

- Consuelo Maqueda Abreu: catedrática de Historia del Derecho, galardonada a título póstumo en diciembre de 2014.[4]

- Fernando Reinoso Barbero: catedrático de Derecho Romano de la Universidad Complutense de Madrid y doctor honoris causa por la UNED, distinguido con esta medalla en 2022.[5]

## Control de autoridades
- Datos: Q135684766